# 貝里克·巴恩斯
貝里克·巴恩斯（英語：Berrick Barnes；1986年5月28日—）是一位澳大利亞橄欖球運動員。他是澳大利亞國家橄欖球隊的一員，代表澳大利亞參加了2011年世界盃橄欖球賽。